# Necesito una mujer
«Necesito una mujer» es la segunda canción del noveno álbum de estudio de la banda de rock uruguaya El Cuarteto de Nos, titulado Cortamambo.

## Letra
La canción habla acerca de un hombre, cuya exmujer lo dejó y anda en busca de otra, pero lo único que busca en ella es que tenga dinero para mantenerlo.

## Video musical
El video musical está dirigido por Guillermo Peluffo, fue grabado en el 2000 y se ve al grupo trabajando en un taller mecánico, también hay algunas tomas en donde se ve a Roberto Musso manejando un auto Volkswagen «Tipo 1». No aparece Riki Musso y fue reemplazado por otra persona, ya que había abandonado la banda momentáneamente. En 2009 con el lanzamiento de Bipolar, Riki se iría del grupo debido a problemas de discográfica.

## Personal
- Roberto Musso: Voz
- Riki Musso: Guitarras
- Santiago Tavella: Bajo
- Álvaro Pintos: Batería
- Sergio Tulbovitz: Cajón peruano
- Pato Olivera: Trompeta
- Martín Morón: Trombón
- Eddy Porchile: Saxo tenor